# Nala (Tanzania)
Nala è una circoscrizione rurale (rural ward) della Tanzania situata nel distretto urbano di Dodoma, regione di Dodoma. Conta una popolazione di 5 567 abitanti (censimento 2012).